# Liste der Landschaftlich Schönen Orte in der Präfektur Kyōto

Lage der Präfektur Kyōto (rot)

Diese Liste der Landschaftlich Schönen Orte in der Präfektur Kyōto umfasst Kulturgüter der Art Landschaftlich Schöner Ort und Besonderer Landschaftlich Schöner Ort, die in der japanischen Präfektur Kyōto liegen. Diese können auf nationaler Ebene durch den Minister für Bildung, Kultur, Sport, Wissenschaft und Technologie oder den Leiter des Amtes für kulturelle Angelegenheiten ausgewiesen werden, sowie auf Präfektur- oder Gemeindeebene. Neben den ausgewiesenen gibt es noch registrierte Landschaftlich Schöne Orte, die begrenztere Unterstützung und Schutz erhalten. Der Schutz und Erhalt der Stätten ist nach dem 1950 in Kraft getretenen Kulturgutschutzgesetz geregelt, welches das „Gesetz zum Erhalt historischer und landschaftlich schöner Stätten und Naturdenkmäler“ (史蹟名勝天然紀念物保存法 Shiseki meishō tennenkinenbutsu hozonhō) von 1919 ablöste.

## Auszeichnungskriterien
Mögliche Auszeichnungskriterien für Landschaftlich Schöne Orte sind:
1. Parks und Gärten
2. Brücken und Dämme
3. Blühende Bäume, blühende Wiesen, Laubfärbung im Herbst, grüne Bäume und andere Orte mit dichtem Bewuchs
4. Orte mit Vögeln, Wildtieren, Fischen, Insekten und anderem
5. Felsen und Höhlen
6. Schluchten, Wasserfälle, Gebirgsbäche, Abgründe
7. Seen, Sümpfe, Feuchtgebiete, schwimmende Inseln, Quellen
8. Sanddünen, Nehrungen, Küsten, Inseln
9. Vulkane, Onsen
10. Berge, Hügel, Hoch- und Tiefebenen, Flüsse
11. Aussichtspunkte

## Legende
- Denkmal: Name des Landschaftlich Schönen Ortes; darunter steht die japanische Bezeichnung
- Lage: Lage des Ortes sowie Koordinaten
- Beschreibung und Anmerkungen: Kurze Beschreibung des Ortes sowie eventuelle Anmerkungen zu weiteren Ausweisungen
- Ausweisungsdatum: Datum der Ausweisung als Landschaftlich Schöner Ort und zusätzlich bei Besonderen Landschaftlich Schönen Orten in Klammern das Ausweisungsdatum als solcher
- Typ: Nummer des Auszeichnungskriteriums oder der Auszeichnungskriterien
- Links: Weblink zum Landschaftlich Schönen Ort in der Datenbank der Nationalen Kulturgüter Japans sowie auf den Wikidata-Eintrag (Symbol: )
- Bild: Repräsentatives Bild des Landschaftlich Schönen Ortes und gegebenenfalls einen Link zu weiteren Fotos des Kulturdenkmals im Medienarchiv Wikimedia Commons

## Auf nationaler Ebene ausgewiesene Landschaftlich Schöne Orte
Stand 1. Januar 2021 sind 62 Stätten in der Präfektur auf nationaler Ebene als Landschaftlich Schöner Ort ausgewiesen einschließlich 14 Besonderer Landschaftlich Schöner Orte, die im Folgenden mit Sternchen (*) markiert.
| Denkmal                                                                                              | Lage                          | Beschreibung und Anmerkungen                                                                                | Ausweisungsdatum              | Typ        | Links | Bild            |
| --- | ----------------------------- | --- | ----------------------------- | ---------- | ----- | --------------- |
| *Konchi-in-Garten 金地院庭園 Konchiin teien                                                          | Sakyō-ku, Kyōto (Karte)       | Untertempel von Nanzen-ji                                                                                   | 19. Feb. 1943 (20. März 1954) | 1          |       | weitere Bilder  |
| *Ginkaku-ji-Garten 慈照寺（銀閣寺）庭園 Jishōji (Ginkakuji) teien                                    | Sakyō-ku, Kyōto (Karte)       | auch eine Besondere Historische Stätte                                                                      | 8. Okt. 1925 (29. März 1952)  | 1          |       | weitere Bilder  |
| *Kinkaku-ji-Garten 鹿苑寺（金閣寺）庭園 Rokuonji (Kinkakuji) teien                                   | Kita-ku, Kyōto (Karte)        | auch eine Besondere Historische Stätte                                                                      | 8. Okt. 1925 (19. Juli 1956)  | 1          |       | weitere Bilder  |
| *Jōruri-ji-Garten 浄瑠璃寺庭園 Jōruri-ji teien                                                       | Kizugawa (Karte)              | auch eine Historische Stätte                                                                                | 12. Nov. 1965 (18. Jan. 1985) | 1          |       | weitere Bilder  |
| *Saihō-ji Garten 西芳寺庭園 Saihōji teien                                                            | Nishikyō-ku, Kyōto (Karte)    | auch eine Historische Stätte                                                                                | 7. März 1923 (29. März 1952)  | 1          |       | weitere Bilder  |
| *Daisen-in-Shoin-Garten 大仙院書院庭園 Daisen-in shoin teien                                         | Kita-ku, Kyōto (Karte)        | auch eine Historische Stätte; Untertempel von Daitoku-ji                                                    | 9. Dez. 1924 (29. März 1952)  | 1          |       | weitere Bilder  |
| *Daitoku-ji Hōjō Garten 大徳寺方丈庭園 Daitokuji hōjō teien                                          | Kita-ku, Kyōto (Karte)        | auch eine Historische Stätte                                                                                | 14. Juni 1927 (29. März 1952) | 1          |       | Bild gesucht BW |
| *Daigo-ji-Sanbōin-Garten 醍醐寺三宝院庭園 Daigoji Sanbō-in teien                                     | Fushimi-ku, Kyōto (Karte)     | auch eine Besondere Historische Stätte                                                                      | 14. Juni 1927 (29. März 1952) | 1          |       | weitere Bilder  |
| *Amanohashidate 天橋立 Amanohashidate                                                                | Miyazu (Karte)                | einer der drei schönsten Landschaften Japans; innerhalb des Tango-Amanohashidate-Ōeyama-Quasi-Nationalparks | 8. März 1922 (22. Nov. 1952)  | 3, 8, 11   |       | weitere Bilder  |
| *Tenryū-ji-Garten 天龍寺庭園 Tenryūji teien                                                          | Ukyō-ku, Kyōto (Karte)        | auch eine Historische Stätte                                                                                |                               | 1          |       | weitere Bilder  |
| *Nijō-jō-Ninomaru-Garten 二条城二之丸庭園 Nijō-jō ninomaru teien                                     | Nakagyō-ku, Kyōto (Karte)     | | 30. Nov. 1939 (31. März 1953) | 1          |       | weitere Bilder  |
| *Hōkongō-in Seijō-no-taki – Goisan 法金剛院青女滝附五位山 Hōkongō-in Seijō-no-taki tsuketari Goi-san | Ukyō-ku, Kyōto (Karte)        | | 27. Mai 1971 (4. März 1987)   | 1, 10      |       | weitere Bilder  |
| *Hongan-ji-Ōshoin-Garten 本願寺大書院庭園 Honganji ōshoin teien                                      | Shimogyō-ku, Kyōto (Karte)    | auch eine Historische Stätte                                                                                | 28. Dez. 1934 (24. März 1955) | 1          |       |                 |
| *Ryōan-ji-Hōjō-Garten 龍安寺方丈庭園 Ryōanji hōjō teien                                              | Ukyō-ku, Kyōto (Karte)        | auch eine Historische Stätte                                                                                | 9. Dez. 1924 (20. März 1954)  | 1          |       | weitere Bilder  |
| Maruyama-Park 円山公園 Maruyama kōen                                                                 | Higashiyama-ku, Kyōto (Karte) | | 21. Okt. 1931                 | 1          |       | weitere Bilder  |
| Entsū-ji-Garten 円通寺庭園 Entsūji teien                                                             | Sakyō-ku, Kyōto (Karte)       | | 20. März 1954                 | 1          |       | weitere Bilder  |
| Ennan-Garten 燕庵庭園 Ennan teien                                                                    | Shimogyō-ku, Kyōto (Karte)    | | 10. Juli 1957                 | 1          |       | Bild gesucht BW |
| Kasagi-yama 笠置山 Kasagi-yama                                                                       | Kasagi (Karte)                | auch eine Historische Stätte; in Kasagiyama Prefectural Natural Park                                        | 19. Apr. 1932                 | 5, 6       |       | weitere Bilder  |
| Entoku-in-Garten 旧円徳院庭園 Entokuin teien                                                         | Higashiyama-ku, Kyōto (Karte) | | 21. Jan. 1975                 | 1          |       | weitere Bilder  |
| Gyokuhō-in-Garten 玉鳳院庭園 Gyokuhōin teien                                                         | Ukyō-ku, Kyōto (Karte)        | auch eine Historische Stätte; Untertempel of Myōshin-ji                                                     | 31. Juli 1931                 | 1          |       | Bild gesucht BW |
| Kotohiki-Strand 琴引浜 Kotohiki-hama                                                                 | Kyōtango (Karte)              | auch ein Naturdenkmal                                                                                       | 26. Juli 2007                 | 8          |       | weitere Bilder  |
| Keishun-in-Garten 桂春院庭園 Keishunin teien                                                         | Ukyō-ku, Kyōto (Karte)        | auch eine Historische Stätte                                                                                | 31. Juli 1931                 | 1          |       | weitere Bilder  |
| Kohō-an-Garten 孤篷庵庭園 Kohōan teien                                                               | Kita-ku, Kyōto (Karte)        | auch eine Historische Stätte                                                                                | 9. Dez. 1924                  | 1          |       | weitere Bilder  |
| Omuro (Kirschblüte) 御室（サクラ） Omuro (sakura)                                                    | Ukyō-ku, Kyōto (Karte)        | | 9. Dez. 1924                  | 3          |       |                 |
| Kōdai-ji-Garten 高台寺庭園 Kōdaiji teien                                                             | Higashiyama-ku, Kyōto (Karte) | auch eine Historische Stätte                                                                                | 14. Juni 1927                 | 1          |       | weitere Bilder  |
| Konnichi-an-Garten 今日庵（裏千家）庭園 Konnichian (Urasenke) teien                                  | Kamigyō-ku, Kyōto (Karte)     | | 10. Juli 1957                 | 1          |       |                 |
| Shūon-an-Garten 酬恩庵庭園 Shūonan teien                                                             | Kyōtanabe (Karte)             | | 9. Juni 1951                  | 1          |       | weitere Bilder  |
| Shōsei-en 渉成園 Shōsei-en                                                                           | Shimogyō-ku, Kyōto (Karte)    | | 16. Dez. 1936                 | 1          |       | weitere Bilder  |
| Shōfuku-ji-Garten 照福寺庭園 Shōfukuji teien                                                         | Ayabe (Karte)                 | | 17. Sep. 1970                 | 1          |       | Bild gesucht BW |
| Shinju-an-Garten 真珠庵庭園 Shinjuan teien                                                           | Kita-ku, Kyōto (Karte)        | auch eine Historische Stätte                                                                                | 9. Dez. 1924                  | 1          |       | Bild gesucht BW |
| Garten der Familie Sugimoto 杉本氏庭園 Sugimoto-shi teien                                            | Shimogyō-ku, Kyōto (Karte)    | | 7. Feb. 2011                  | 1          |       | Bild gesucht    |
| Jōju-in-Garten 成就院庭園 Jōjuin teien                                                               | Higashiyama-ku, Kyōto (Karte) | Untertempel von Kiyomizu-dera                                                                               | 19. Feb. 1943                 | 1          |       | Bild gesucht BW |
| Seifūsō-Garten 清風荘庭園 Seifūsō teien                                                              | Sakyō-ku, Kyōto (Karte)       | | 9. Juni 1951                  | 1          |       | Bild gesucht BW |
| Taizō-in-Garten 退蔵院庭園 Taizō-in teien                                                            | Ukyō-ku, Kyōto (Karte)        | auch eine Historische Stätte; Untertempel von Myōshin-ji                                                    | 31. Juli 1931                 | 1          |       | weitere Bilder  |
| Daisen-in-Garten 大仙院庭園 Daisen-in teien                                                          | Kita-ku, Kyōto (Karte)        | Untertempel von Daitoku-ji                                                                                  | 3. Feb. 1955                  | 1          |       | weitere Bilder  |
| Ōsawa-Teich-Nakoso-Wasserfall 大沢池附名古曽滝跡 Ōsawa-ike tsuketari Nakoso-no-taki ato              | Ukyō-ku, Kyōto (Karte)        | auf dem Gebiet von Daikaku-ji                                                                               | 8. März 1922                  | 1          |       | weitere Bilder  |
| Chisaku-in-Garten 智積院庭園 Chisaku-in teien                                                        | Higashiyama-ku, Kyōto (Karte) | | 22. Feb. 1945                 | 1          |       | weitere Bilder  |
| Tekisu-en 滴翠園 Tekisu-en                                                                           | Shimogyō-ku, Kyōto (Karte)    | auf dem Gebiet von Nishi Honganji                                                                           | 12. Juni 1958                 | 1          |       |                 |
| Tōkai-an-Shoin-Garten 東海庵書院庭園 Tōkai-an shoin teien                                            | Ukyō-ku, Kyōto (Karte)        | auch eine Historische Stätte; Untertempel von Myōshin-ji                                                    | 31. Juli 1931                 | 1          |       | Bild gesucht BW |
| Nanzen-in-Garten 南禅院庭園 Nanzen-in teien                                                          | Sakyō-ku, Kyōto (Karte)       | auch eine Historische Stätte                                                                                | 7. März 1923                  | 1          |       | weitere Bilder  |
| Nanzen-ji-Hōjō-Garten 南禅寺方庭園 Nanzenji hōjō teien                                               | Sakyō-ku, Kyōto (Karte)       | | 9. Juni 1951                  | 1          |       | weitere Bilder  |
| Hakusasonsō-Garten 白沙村荘庭園 Hakusansō teien                                                      | Sakyō-ku, Kyōto (Karte)       | | 27. Aug. 2003                 | 1          |       | weitere Bilder  |
| Fushin-an (Omotesenke) Garten 不審庵（表千家）庭園 Fushin-an (Omotesenke) teien                      | Kamigyō-ku, Kyōto (Karte)     | | 10. Juli 1957                 | 1          |       | Bild gesucht BW |
| Heian-Jingū-Garten 平安神宮神苑 Heian Jingū jinen                                                    | Sakyō-ku, Kyōto (Karte)       | | 10. Dez. 1975                 | 1          |       | weitere Bilder  |
| Byōdō-in-Garten 平等院庭園 Byōdō-in teien                                                            | Uji (Karte)                   | auch eine Historische Stätte                                                                                | 8. März 1922                  | 1          |       | weitere Bilder  |
| Honpō-ji-Garten 本法寺庭園 Honpōji teien                                                             | Kamigyō-ku, Kyōto (Karte)     | | 16. Juni 1986                 | 1          |       | weitere Bilder  |
| Myōshin-ji-Garten 妙心寺庭園 Myōshinji teien                                                         | Ukyō-ku, Kyōto (Karte)        | auch eine Historische Stätte                                                                                | 31. Juli 1931                 | 1          |       | Bild gesucht BW |
| Murin-an-Garten 無鄰庵庭園 Murin-an teien                                                            | Sakyō-ku, Kyōto (Karte)       | | 9. Juni 1951                  | 1          |       | weitere Bilder  |
| Arashiyama 嵐山 Arashiyama                                                                           | Ukyō-ku, Kyōto (Karte)        | auch eine Historische Stätte                                                                                | 8. Apr. 1927                  | 1, 2, 4, 6 |       |                 |
| Rurikei 琉璃溪 Rurikei                                                                               | Nantan (Karte)                | | 19. Okt. 1932                 | 5, 6       |       | weitere Bilder  |
| Ryōan-ji-Garten 龍安寺庭園 Ryōanji teien                                                             | Ukyō-ku, Kyōto (Karte)        | | 3. Feb. 1955                  | 1          |       | weitere Bilder  |
| Reiun-in-Garten 霊雲院庭園 Reiun-in teien                                                            | Ukyō-ku, Kyōto (Karte)        | auch eine Historische Stätte; Untertempel of Myōshin-ji                                                     | 31. Juli 1931                 | 1          |       | weitere Bilder  |
| Reitō-in-Garten 霊洞院庭園 Reitō-in teien                                                            | Higashiyama-ku, Kyōto (Karte) | Untertempel of Kennin-ji                                                                                    | 1. Juni 1977                  | 1          |       | Bild gesucht BW |
| Narabigaoka 双ヶ丘 Narabigaoka                                                                       | Ukyō-ku, Kyōto (Karte)        | | 13. Nov. 1941                 | 11         |       |                 |
| Manshu-in-Shoin-Garten 曼殊院書院庭園 Manshu-in shoin teien                                          | Sakyō-ku, Kyōto (Karte)       | | 20. März 1954                 | 1          |       | weitere Bilder  |
| Tairyūsansō-Garten 對龍山荘庭園 Tairyūsansō teien                                                    | Sakyō-ku, Kyōto (Karte)       | | 24. Dez. 1988                 | 1          |       | Bild gesucht BW |
| Jukō-in-Garten 聚光院庭園 Jukō-in teien                                                              | Kita-ku, Kyōto (Karte)        | Untertempel von Daitoku-ji                                                                                  | 12. Juni 1958                 | 1          |       |                 |
| Shōkadō- und Shoin-Garten 松花堂及び書院庭園 Shōkadō oyobi shoin teien                               | Yawata (Karte)                | | 6. Okt. 2014                  | 1          |       | weitere Bilder  |
| Tōfuku-ji-Honbō-Garten 東福寺本坊庭園 Tōfukuji honbō teien                                           | Higashiyama-ku, Kyōto (Karte) | | 6. Okt. 2014                  | 1          |       | weitere Bilder  |
| Uji-Berge 宇治山 Uji-yama                                                                            | Uji (Karte)                   | | 15. Okt. 2018                 | 10         |       |                 |
| Chion-in-Hōjō-Garten 知恩院方丈庭園 Chion-in hōjō teien                                              | Higashiyama-ku, Kyōto (Karte) | |                               | 1          |       | weitere Bilder  |
| Ninna-ji-Palast-Garten 仁和寺御所庭園 Ninnaji gosho teien                                            | Ukyō-ku, Kyōto (Karte)        | |                               | 1          |       | weitere Bilder  |

## Auf Präfekturebene ausgewiesene Landschaftlich Schöne Orte
Stand 1. Mai 2020 sind 20 Stätten auf Präefkturebene als Landschaftlich Schöne Orte ausgewiesen.
| Denkmal                                                               | Lage                          | Beschreibung und Anmerkungen                           | Ausweisungsdatum | Links | Bild            |
| --------------------------------------------------------------------- | ----------------------------- | ------------------------------------------------------ | ---------------- | ----- | --------------- |
| Ryōsoku-in-Garten 両足院庭園 Ryōsokuin teien                          | Higashiyama-ku, Kyōto (Karte) | Untertempel von Kennin-ji                              | 15. Mai 1985     |       | Bild gesucht BW |
| Yōkoku-ji-Garten 楊谷寺庭園 Yōkokuji teien                            | Nagaokakyō (Karte)            |                                                        | 15. Apr. 1987    |       | weitere Bilder  |
| Yūrin-an-Shoin-Garten 養林庵書院庭園 Yūrinan shoin teien              | Uji (Karte)                   | Untertempel von Byōdō-in                               | 15. Apr. 1988    |       |                 |
| Shōbō-ji-Garten 正法寺庭園 Shōbōji teien                              | Yawata (Karte)                |                                                        | 14. Apr. 1989    |       | weitere Bilder  |
| Anao-ji-Garten 穴太寺庭園 Anaoji teien                                | Kameoka (Karte)               |                                                        | 14. Apr. 1984    |       | weitere Bilder  |
| Hōjō-ji-Garten 法常寺庭園 Hōjōji teien                                | Kameoka (Karte)               |                                                        | 15. Mai 1985     |       | Bild gesucht BW |
| Ryōtanji-Garten 龍潭寺庭園 Ryōtanji teien                             | Kameoka (Karte)               |                                                        | 17. Apr. 1990    |       | Bild gesucht BW |
| Shōrekiji-Garten 正暦寺庭園 Shōrekiji teien                           | Ayabe (Karte)                 |                                                        | 18. Feb. 1994    |       | Bild gesucht BW |
| Kongōin-Garten 金剛院庭園 Kongōin teien                               | Maizuru (Karte)               |                                                        | 19. Apr. 1991    |       | Bild gesucht BW |
| Kōsaiji-Garten 江西寺庭園 Kōsaiji teien                               | Miyazu (Karte)                |                                                        | 15. Apr. 1983    |       | Bild gesucht BW |
| Myōenji-Garten 妙円寺庭園 Myōenji teien                               | Miyazu (Karte)                |                                                        | 14. Apr. 1984    |       | Bild gesucht BW |
| Garten der Mikami-Familie 三上家庭園 Mikami-ke teien                  | Miyazu (Karte)                |                                                        | 17. März 2000    |       | Bild gesucht BW |
| Sōunji-Garten 宗雲寺庭園 Sōunji teien                                 | Kyōtango (Karte)              |                                                        | 14. Apr. 1984    |       | Bild gesucht BW |
| Saikōji-Garten 西光寺庭園 Saikōji teien                               | Yosano (Karte)                |                                                        | 15. Apr. 1983    |       | Bild gesucht BW |
| Jōseiji-Garten 常栖寺庭園 Jōseiji teien                               | Yosano (Karte)                |                                                        | 15. Apr. 1983    |       | Bild gesucht BW |
| Garten der Ueno-Familie 上野家庭園 Ueno-ke teien                      | Maizuru (Karte)               |                                                        | 16. März 2007    |       | Bild gesucht BW |
| Kōshōji-Garten 興聖寺庭園及び琴坂 Kōshōji teien oyobi Kotosaka        | Uji (Karte)                   |                                                        |                  |       | weitere Bilder  |
| Tateiwa 立岩 Tateiwa                                                  | Kyōtango (Karte)              | auch ein auf Präfekturebene ausgewiesenes Naturdenkmal |                  |       | weitere Bilder  |
| Garten von Kanbayashi Shunshō 上林春松家庭園 Kanbayashi Shunshō teien | Uji                           |                                                        |                  |       | Bild gesucht    |
| Garten von Nakamura Tōkichi 中村藤吉家庭園 Nakamura Tōkichi-ke teien  | Uji                           |                                                        |                  |       | Bild gesucht    |

## Auf Gemeindeebene ausgewiesene Landschaftlich Schöne Orte
Stand 1. Mai 2020 sind 44 Orte auf Gemeindeebene als Landschaftlich Schöne Orte ausgewiesen.
| Denkmal | Lage                          | Beschreibung und Anmerkungen                                                     | Ausweisungsdatum | Links | Bild            |
| --- | ----------------------------- | -------------------------------------------------------------------------------- | ---------------- | ----- | --------------- |
| Shōdenji-Garten 正伝寺庭園 Shōdenji teien                                                                       | Kita-ku, Kyōto (Karte)        |                                                                                  |                  |       |                 |
| Garten der Iwasa-Familie 岩佐家庭園 Iwasa-ke teien                                                              | Kita-ku, Kyōto (Karte)        |                                                                                  |                  |       | Bild gesucht BW |
| Gärten der Nishimura-Familie 西村家庭園 Nishimura-ke teien                                                      | Kita-ku, Kyōto (Karte)        |                                                                                  |                  |       | Bild gesucht BW |
| Tōjiin-Garten 等持院の庭 Tōji-in no niwa                                                                        | Kita-ku, Kyōto (Karte)        |                                                                                  |                  |       | weitere Bilder  |
| Shōkokuji-Ura-Hōjō-Garten 相国寺裏方丈庭園 Shōkokuji ura hōjō teien                                             | Kamigyō-ku, Kyōto (Karte)     |                                                                                  |                  |       | Bild gesucht BW |
| Daishōji-Garten 大聖寺庭園 Daishōji teien                                                                       | Kamigyō-ku, Kyōto (Karte)     |                                                                                  |                  |       | Bild gesucht BW |
| Honmyōin-Garten 本妙院庭園 Honmyōin teien                                                                       | Kamigyō-ku, Kyōto (Karte)     | Untertempel von Myōren-ji (妙蓮寺)                                               |                  |       | Bild gesucht BW |
| Ryūhonji-Garten 立本寺庭園 Ryūhonji teien                                                                       | Kamigyō-ku, Kyōto (Karte)     |                                                                                  |                  |       | weitere Bilder  |
| Kankyūan-Garten 官休庵（武者小路千家）庭園 Kankyūan (Mushakōjisenke) teien                                      | Kamigyō-ku, Kyōto (Karte)     | Mushakōjisenke Teehaus                                                           |                  |       | Bild gesucht BW |
| Kōunji-Garten 光雲寺庭園 Kōunji teien                                                                           | Sakyō-ku, Kyōto (Karte)       | Untertempel von Nanzen-ji                                                        |                  |       | Bild gesucht BW |
| Sanzen-in – Yūsei-en und Juheki-en 三千院有清園庭園及び聚碧園庭園 Sanzenin Yūsei-en teien oyobi Juheki-en teien | Sakyō-ku, Kyōto (Karte)       |                                                                                  |                  |       | weitere Bilder  |
| Shirakawain-Garten 白河院庭園 Shirakawain teien                                                                 | Sakyō-ku, Kyōto (Karte)       | siehe Hosshō-ji                                                                  |                  |       |                 |
| Garten der Ichō-Familie 鴨脚家庭園 Ichō-ke teien                                                                | Sakyō-ku, Kyōto (Karte)       |                                                                                  |                  |       | Bild gesucht BW |
| Saiō-in Roji 西翁院露地 Saiōin roji                                                                             | Sakyō-ku, Kyōto (Karte)       | Untertempel von Konkaikōmyō-ji                                                   |                  |       | Bild gesucht BW |
| Garten der Nakai-Familie 中井家の庭 Nakai-ke no niwa                                                            | Sakyō-ku, Kyōto               |                                                                                  |                  |       | Bild gesucht    |
| I-en 怡園 I-en                                                                                                  | Sakyō-ku, Kyōto (Karte)       |                                                                                  |                  |       | Bild gesucht BW |
| Reikanji-Garten 霊鑑寺の庭 Reikanji no niwa                                                                     | Sakyō-ku, Kyōto (Karte)       |                                                                                  |                  |       | Bild gesucht BW |
| Mibudera-Garten 壬生寺庭園 Mibudera teien                                                                       | Nakagyō-ku, Kyōto (Karte)     |                                                                                  |                  |       | Bild gesucht BW |
| Chōseian-Garten der Horinouchi-Familie 堀内家長生庵庭園 Horinouchi-ke Chōsei-an teien                           | Nakagyō-ku, Kyōto (Karte)     |                                                                                  |                  |       | Bild gesucht BW |
| Kōseiin-Garten 廣誠院庭園 Kōsei-in teien                                                                        | Nakagyō-ku, Kyōto (Karte)     |                                                                                  |                  |       | Bild gesucht BW |
| Yōgenin-Garten 養源院庭園 Yōgen-in teien                                                                        | Higashiyama-ku, Kyōto (Karte) |                                                                                  |                  |       | weitere Bilder  |
| Sokushūin-Garten 即宗院庭園 Sokushū-in teien                                                                    | Higashiyama-ku, Kyōto (Karte) |                                                                                  |                  |       | Bild gesucht BW |
| Jūgyūan-Garten der Shimizu-Familie 清水家十牛庵庭園 Shimizu-ke Jūgyū-an teien                                   | Higashiyama-ku, Kyōto (Karte) |                                                                                  |                  |       | Bild gesucht BW |
| Garten der Namikawa-Familie 並河家庭園 Namikawa-ke teien                                                        | Higashiyama-ku, Kyōto (Karte) |                                                                                  |                  |       | weitere Bilder  |
| Kajū-ji-Garten 勧修寺庭園 Kajūji teien                                                                          | Yamashina-ku, Kyōto (Karte)   |                                                                                  |                  |       | weitere Bilder  |
| Zakkein-Garten 雑華院庭園 Zakke-in teien                                                                        | Ukyō-ku, Kyōto (Karte)        | Untertempel von Myōshin-ji                                                       |                  |       | Bild gesucht BW |
| Rokuō-in-Garten 鹿王院庭園 Rokuō-in teien                                                                       | Ukyō-ku, Kyōto (Karte)        |                                                                                  |                  |       | weitere Bilder  |
| Ikkōan-Garten 遺香庵庭園 Ikkō-an teien                                                                          | Ukyō-ku, Kyōto (Karte)        | auf dem Gebiet des Kōzan-ji                                                      |                  |       | weitere Bilder  |
| Gokuraku-ji-Garten 極楽寺庭園 Gokurakuji teien                                                                  | Nishikyō-ku, Kyōto (Karte)    |                                                                                  |                  |       | Bild gesucht BW |
| Jōjū-ji-Garten 淨住寺の庭 Jōjūji no niwa                                                                        | Nishikyō-ku, Kyōto (Karte)    |                                                                                  |                  |       |                 |
| Fushimi Inari Taisha Matsunoshitaya 伏見稲荷大社松の下屋 Fushimi Inari Taisha Matsunoshitaya                    | Fushimi-ku, Kyōto (Karte)     |                                                                                  |                  |       | weitere Bilder  |
| Sumiya-Garten 角屋の庭 Sumiya no niwa                                                                           | Shimogyō-ku, Kyōto (Karte)    |                                                                                  |                  |       | weitere Bilder  |
| Umgebung des Goshiki-Strandes 五色浜周辺 Goshiki-hama shūhen                                                    | Kyōtango (Karte)              |                                                                                  |                  |       | Bild gesucht BW |
| Matsunoo-dera-Garten 松尾寺庭園 Matsunoo-dera teien                                                             | Maizuru (Karte)               |                                                                                  |                  |       | weitere Bilder  |
| Koto-Wasserfall 琴滝 Koto-taki                                                                                  | Kyōtamba (Karte)              |                                                                                  |                  |       | Bild gesucht BW |
| Ide-Tamagawa-Damm 井手の玉川堤の山吹 Ide no Tamagawa-tsutsumi no yamabuki                                       | Ide (Karte)                   | auch eine auf Gemeindeebene ausgewiesene Historische Stätte und ein Naturdenkmal |                  |       |                 |
| Ujitawara-Ōtaki 大滝 Ō-taki                                                                                     | Ujitawara (Karte)             |                                                                                  |                  |       | Bild gesucht BW |

## Auf nationaler Ebene registrierte Landschaftlich Schöne Orte
Stand 1. Januar 2021 ist kein Landschaftlich Schöner Ort auf nationaler Ebene registriert (im Gegensatz zu ausgewiesen).

## Auf Präfekturebene registrierte Landschaftlich Schöne Orte
Stand 1. April 2020 ist ein Landschaftlich Schöner Ort auf Präfekturebene registriert (im Gegensatz zu ausgewiesen).
| Denkmal                                       | Lage            | Beschreibung und Anmerkungen | Ausweisungsdatum | Links | Bild           |
| --------------------------------------------- | --------------- | ---------------------------- | ---------------- | ----- | -------------- |
| Rakurakusō-Garten 楽々荘庭園 Rakurakusō teien | Kameoka (Karte) |                              | 23. März 2010    |       | weitere Bilder |

## Auf Gemeindeebene registrierte Landschaftlich Schöne Orte
Zu den auf Gemeindeebene registrierten Landschaftlich Schönen Orten gehören:
| Denkmal                                                                                            | Lage                          | Beschreibung und Anmerkungen | Ausweisungsdatum | Links | Bild            |
| -------------------------------------------------------------------------------------------------- | ----------------------------- | ---------------------------- | ---------------- | ----- | --------------- |
| Miyako-Hotel-Garten 都ホテル葵殿庭園及び佳水園庭園 Miyako Hoteru Aoiden teien oyobi Kasui-en teien | Higashiyama-ku, Kyōto (Karte) |                              | 1. Apr. 1994     |       | weitere Bilder  |
| Jizō-in-Garten 地蔵院庭園 Jizō-in teien                                                            | Nishikyō-ku, Kyōto (Karte)    |                              |                  |       | weitere Bilder  |
| Garten der Ōhashi-Familie 大橋家庭園 Ōhashi-ke teien                                               | Fushimi-ku, Kyōto (Karte)     |                              |                  |       | Bild gesucht BW |